# Lakselvi repülőtér
A Lakselvi repülőtér (IATA: LKL, ICAO: ENNA) Norvégia egyik nemzetközi repülőtere, amely Porsanger közelében található. Éves utasforgalma 59 646 fő (2022).

## Futópályák
A repülőtér futópályái:
- 16/34 (2788 m, 45 m, beton, aszfalt)

## Forgalom
Az utasforgalom az elmúlt években az alábbi módon változott:
| Utasok száma | 72 852 | 71 199 | 52 981 | 55 011 | 58 331 | 74 889 | 65 624 | 60 979 | 45 348 | 59 646 |
|              | 2000   | 2002   | 2005   | 2007   | 2010   | 2012   | 2015   | 2017   | 2020   | 2022   |